# Trave
Pour les articles homonymes, voir Trave (homonymie).
La Trave est un fleuve du Schleswig-Holstein, dans le nord de l'Allemagne, qui se jette dans la mer Baltique.

## Géographie
La Trave prend sa source dans l'arrondissement du Holstein-de-l'Est dans le land du Schleswig-Holstein, à quelques kilomètres au nord d'Ahrensbök, dans le village de Gießelrade. Elle coule d'abord vers le sud-ouest jusqu'à Bad Segeberg, puis vers le sud jusqu'à Bad Oldesloe où elle se courbe vers l'est pour parvenir à Lübeck. Là-bas, elle est reliée au canal Elbe-Lübeck qui joint l'Elbe à la mer Baltique. Elle passe entre autres devant la cathédrale de Lübeck et la Holstentor, avant de constituer une partie de la frontière entre le Schleswig-Holstein et le Mecklembourg-Poméranie-Occidentale. Elle atteint le port Skandinavienkai, puis, une centaine de mètres plus au nord, à Lübeck-Travemünde, elle se jette dans la mer Baltique au niveau de la baie de Lübeck.

## Ponts et Tunnels
La traversée de la Trave par la Bundesstraße 75 (route nationale) se fait depuis l'été 2005 par le tunnel à péage Herrentunnel, qui remplace l'ancien pont basculant Herrenbrücke. 

Dans la vieille ville de Lübeck, le nouveau pont basculant Eric-Warburg-Brücke doit entrer en service fin 2007.

## Voie navigable
La Trave est entre Lübeck et la mer Baltique une importante voie navigable. Pour cette raison, le cours inférieur de la Trave a été plusieurs fois dragué dans le passé pour atteindre une profondeur moyenne de 8 mètres. La circulation fluviale est contrôlée par une centrale située à côté du phare de Lübeck-Travemünde. Les signaux lumineux sont envoyés depuis le toit de ce bâtiment haut de 115 mètres, et non plus de l'ancien phare.
|  |
|  |